# Емпуза смугаста
Емпуза смугаста (Empusa fasciata) — південноєвропейський вид богомолів з роду емпуза. В Україні рідкісний, занесений до Червоної книги України.

## Опис
Довжина тіла 47-64 мм. Тіло сильно видовжене, зеленувато-жовте або сірувато-коричневе. На кінцівках комахи кілька світлих плям. Голова з добре помітним, направленим вперед конічним виростом, вершина якого розширена та має характерне роздвоєння. Передня поверхня цього виросту відбиває сонячне світло, що допомагає у приманюванні здобичі. У самця великі гребінчасті вусики, у самиці — короткі, ниткоподібні.
Тазики задніх і особливо середніх ніг самиць з великими округлими дорсальними пластиноподібними виростами з темними плямами на них, що відрізняє їх від близького виду емпуза піщана, богомоли якого не мають подібних виростів на задніх тазиках, а на середніх є лише незначні утвори. У самців вирости добре виражені лише на тазиках середніх і слабко виражені на тазиках задніх ніг.

## Спосіб життя
Мешкає на галявинах й узліссях широколистяних і мішаних лісів на південних схилах гір та Південному узбережжі Криму. Також у лісах з дуба пухнатого й ялівця високого, ксерофільніх чагарниках — шибляку з фісташки, граба східного, держидерева, глоду, маслинколистої груші та шипшини.
Імаго з'являються в кінці весни — на початку літа. З яєць у кінці літа виходять личинки, які зимують. Навесні, в кінці літа й восени відбувається їх розвиток.
Емпуза смугаста — засідковий хижак, який підстерігає здобич у гіллі чагарників чи невеликих деревць. Богомол здатний повертати передньогруди з хижими ногами та голову на 90° в обидва боки, не змінюючи положення тіла. При пересуванні по гілках кущів емпуза смугаста здійснює не лише покачування «ліворуч-праворуч», характерні для багатьох інших богомолів, але й покачування «вперед-назад».

## Поширення
Ареал диз'юнктивний, охоплює південь Європи, Балкани, Малу Азію, Близький Схід, Північну Африку.
В Україні зустрічається в низці районів Південного Криму. Знайдений також в Чорноморському заповіднику.

## Значення для людини
Зображений на марці Туреччини 1981 року.

### Охорона

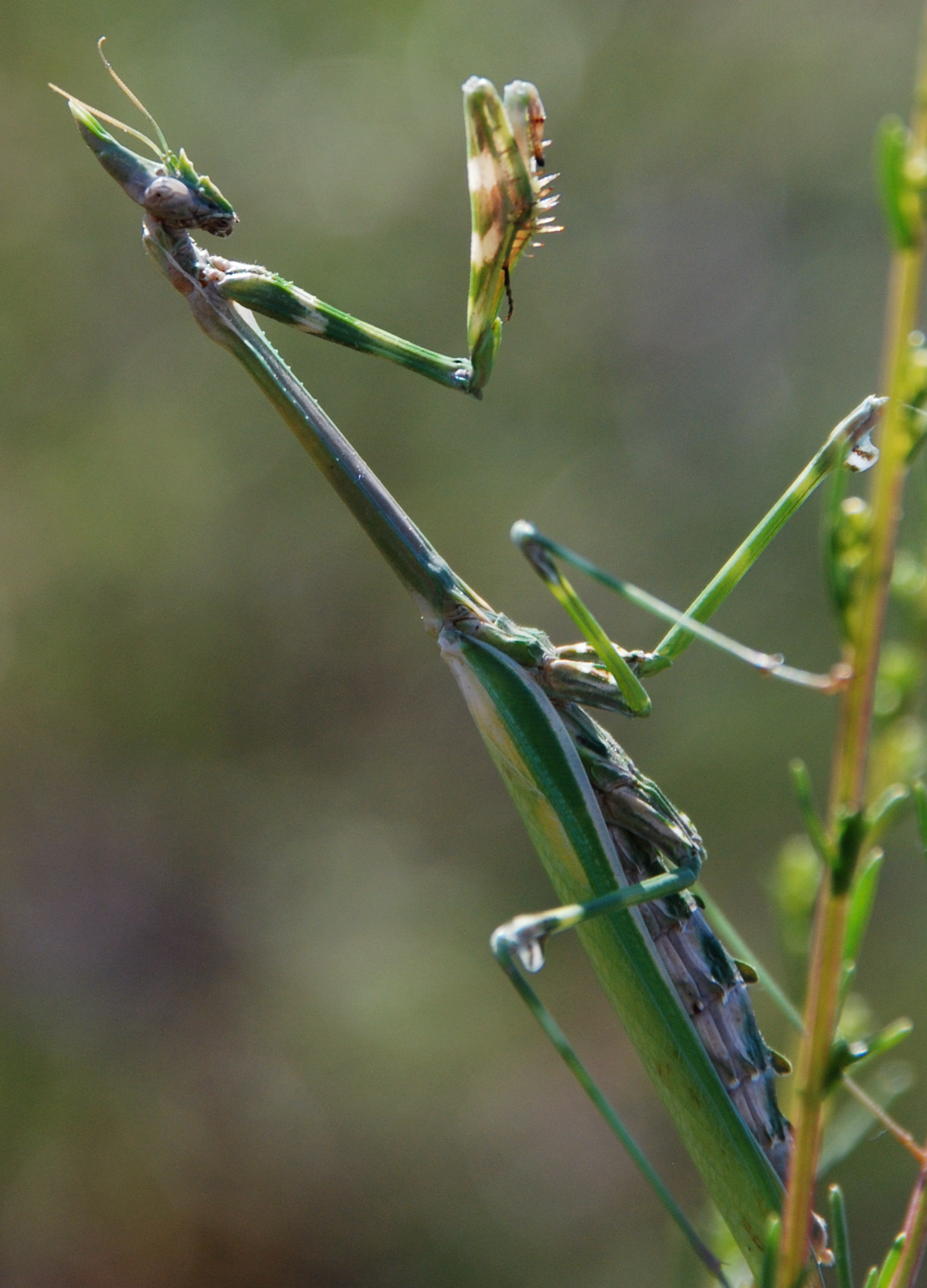
У заповіднику «Трьохізбенський степ»

Вид внесено до Червоної книги України. Охороняється в Чорноморському заповіднику. Необхідні заходи охорони — створення у Південному Криму невеликих заповідних ділянок шибляка.
Чисельність виду в Україні низька. Звичайно зустрічається поодиноко, лише в шибляках Південного узбережжя Криму дещо частіше. Помічено, що личинкова фаза трапляється по добре інсольованих ділянках шибляка помітно частіше за дорослих комах. Причинами зміни чисельності є розорювання цілинних схилів та розкорчовування чагарників шибляка під сади й виноградники, що призводить до скорочення площі природних місць перебування.
У Росії охороняється в Краснодарському краї, Чеченській республіці. Був внесений до Червоної книги Дагестану, пізніше виключений з неї.